# Альтамира (муниципалитет)
Альтамира (исп. Altamira) — муниципалитет в Мексике, штат Тамаулипас с административным центром в одноимённом городе. Численность населения, по данным переписи 2010 года, составила 212 001 человек.

## Общие сведения
Название Altamira было дано в честь маркиза Альтамирского Хуана Родригеса де Альбуэрне.
Площадь муниципалитета равна 1662 км², что составляет 2,07 % от общей площади штата, а наивысшая точка — 140 метров, расположена в поселении Нуньес.
Альтамира граничит с другими муниципалитетами штата Тамаулипас: на севере с Альдамой, на юге с Сьюдад-Мадеро и Тампико, на западе с Гонсалесом, а также на юге граничит с другим штатом Мексики — Веракрусом, а на востоке омывается водами Мексиканского залива.

## Учреждение и состав
Муниципалитет был образован в 1825 году, в его состав входят 330 населённых пунктов, самые крупные из которых:
| Код INEGI | Населённый пункт                                                                             | Численность населения (2005 год) | Численность населения (2010 год) |
| --------- | -------------------------------------------------------------------------------------------- | -------------------------------- | -------------------------------- |
| 003       | Всего                                                                                        | 162628                           | 212001                           |
| 0122      | Мирамар (исп. Miramar) 22°20′15″ с. ш. 97°52′10″ з. д.                                       | 82079                            | 118614                           |
| 0001      | Альтамира (исп. Altamira) 22°23′45″ с. ш. 97°56′13″ з. д.                                    | 50896                            | 59536                            |
| 0043      | Куаутемок (исп. Cuauhtémoc) 22°32′35″ с. ш. 98°09′05″ з. д.                                  | 5496                             | 5563                             |
| 0476      | Каррильо-Пуэрто (исп. Carrillo Puerto) 22°25′53″ с. ш. 97°57′51″ з. д.                       | 2229                             | 2388                             |
| 0072      | Эстерос (исп. Esteros) 22°31′11″ с. ш. 98°07′32″ з. д.                                       | 2132                             | 2230                             |
| 0440      | Рио-Тамьяуа (исп. Río Tamiahua) 22°30′12″ с. ш. 98°03′27″ з. д.                              | 1551                             | 1718                             |
| 0176      | Рикардо-Флорес-Магон (исп. Ricardo Flores Magón) 22°27′11″ с. ш. 97°54′20″ з. д.             | 1383                             | 1649                             |
| 0105      | Макловио-Эррера (исп. Maclovio Herrera (Miradores)) 22°30′02″ с. ш. 98°05′15″ з. д.          | 1290                             | 1538                             |
| 0036      | Ла-Колония (исп. La Colonia (Estación Colonias)) 22°26′09″ с. ш. 98°01′02″ з. д.             | 1435                             | 1500                             |
| 0103      | Ломас-дель-Реаль (исп. Lomas del Real) 22°31′10″ с. ш. 97°53′58″ з. д.                       | 1216                             | 1279                             |
| 0561      | Сересо-де-Альтамира (исп. Nuevo Cereso Regional de Altamira) 22°27′38″ с. ш. 98°00′30″ з. д. | 830                              | 1158                             |
| 0143      | Ла-Педрера (исп. La Pedrera) 22°23′37″ с. ш. 97°52′56″ з. д.                                 | 787                              | 1104                             |
| 0814      | Унидос-Авансамос (исп. Unidos Avanzamos) 22°26′02″ с. ш. 97°58′18″ з. д.                     | н/д                              | 1008                             |

## Экономика
По статистическим данным 2000 года, работоспособное население занято по секторам экономики в следующих пропорциях: сельское хозяйство, скотоводство и рыбная ловля — 10,7 %, промышленность и строительство — 34,7 %, сфера обслуживания и туризма — 51,3 %, прочее — 3,3 %.

## Инфраструктура
По статистическим данным 2010 года, инфраструктура развита следующим образом:
- электрификация: 97,7 %;
- водоснабжение: 97,7 %;
- водоотведение: 88,2 %.

## Фотографии

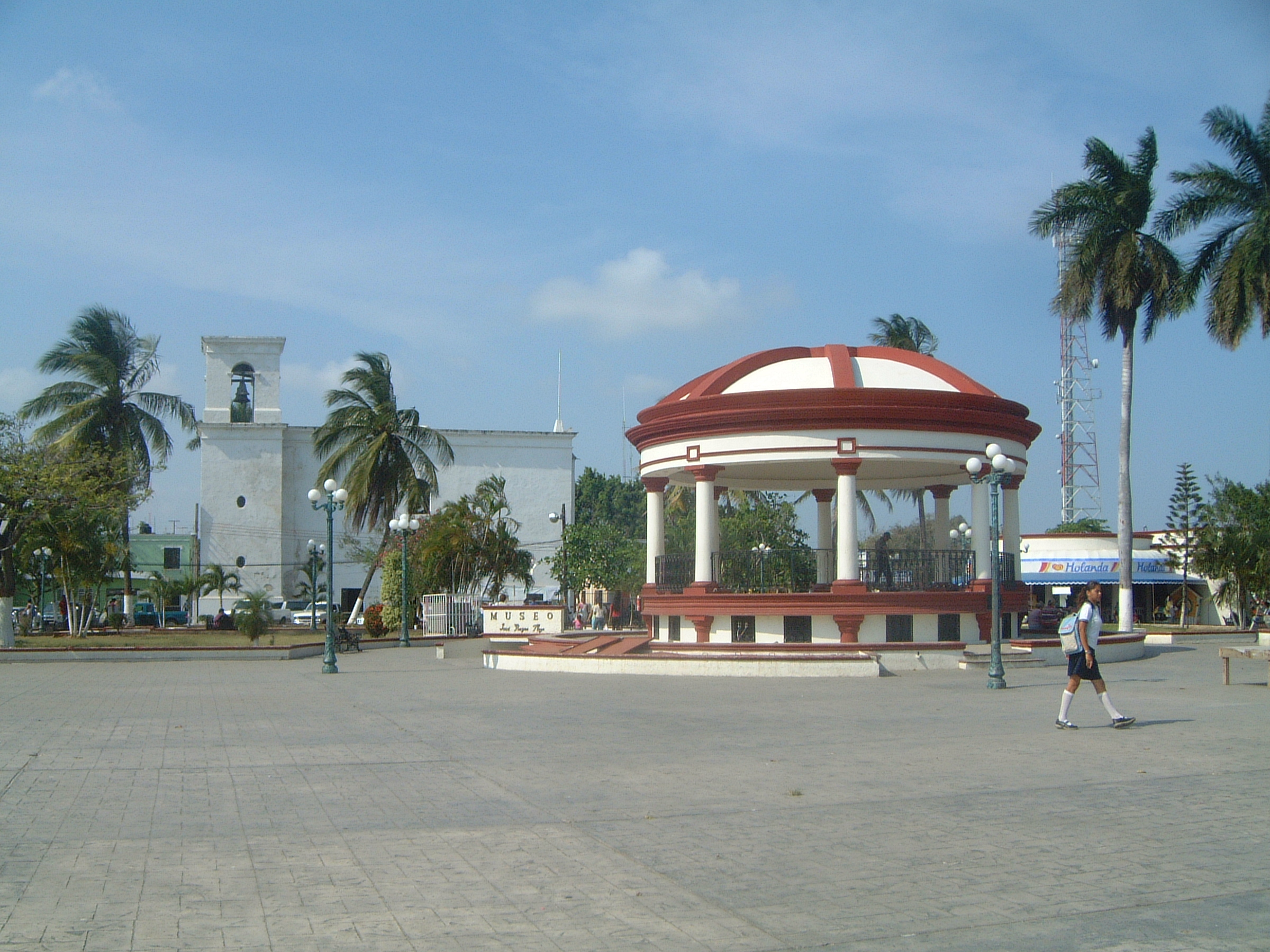
Центр Альтамиры
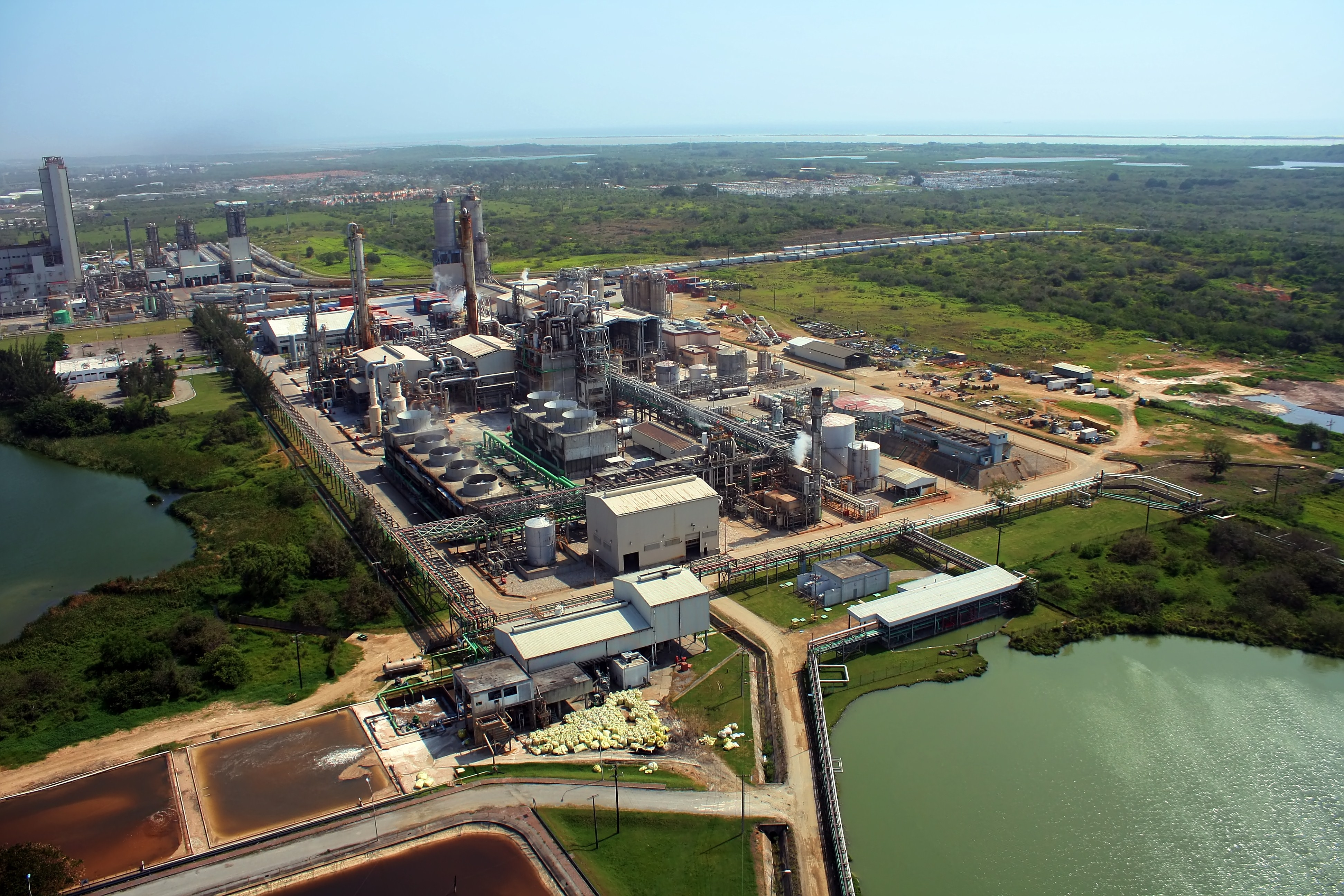
Индустриальный порт
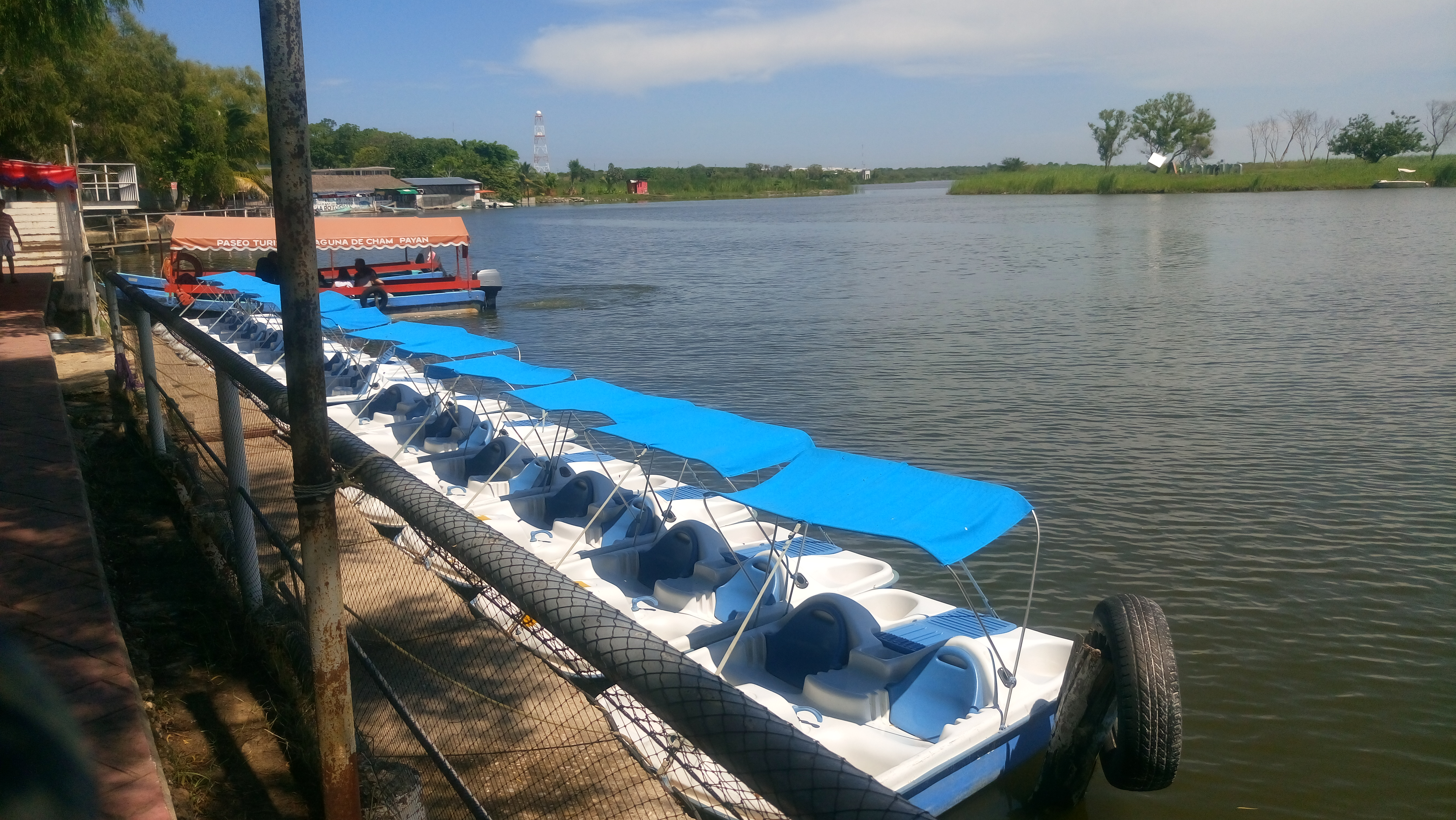
Лагуна Чампаян